# Aden Meinel
Aden B. Meinel (25 novembre 1922 – 3 octobre 2011) est un astronome américain. Il a pris sa retraite en 1993 de son poste de Distinguished Scientist au Jet Propulsion Laboratory. Il avait aussi le rang de professeur émérite au Collège de sciences optiques de l'university de l'Arizona (en). Ses domaines de recherche comprenaient la physique de la haute atmosphère, la technologie du verre, la conception en optique, les systèmes d'instrumentation spatiale.

## Télescopes
Il a participé à la réalisation de plusieurs grands télescopes parmi lesquels :
- le télescope de 36 " (910 mm), de l'observatoire McDonald ;
- les télescopes de 36" et 85 " (resp. 910 et 2 200 mm), de l'observatoire de Kitt Peak ;
- la relocalisation du télescope de 36 " (910 mm), de l'observatoire Steward ;
- le télescope de 94 " (2,4 m), de l'observatoire Steward ;
- le télescope de 48 " (1,2 m), de l'université Osmania, à Hyderabad (Inde) ;
- le télescope équivalent à 186 " (4,7 m), de l'observatoire MMT ;
- le télescope de 24 " (610 mm), à l'université nationale centrale, Chung-Li (Taïwan).

## Quelques publications
- The Near-Infrared Spectrum of the Night Sky and Aurora, Publications of the Astronomical Society of the Pacific, Vol. 60, No. 357, p. 373
- On the Spectrum of Lightning in the Venus Atmosphere, Publications of the Astronomical Society of the Pacific, Vol. 74, No. 439, p. 329
- Automatic Optical Designing for Astronomy, Publications of the Astronomical Society of the Pacific, Vol. 77, No. 455, p. 136
- Catalog of Emission Lines in Astrophysical Objects, Optical Sciences Center Technical Report 27, June 1968, 195 pp.
- Power for the People, McDonnell-Douglas Corporation, 1971, 280 pp.
- LOC# TJ810.M44
- Applied Solar Energy: An Introduction, Addison-Wesley, 1976, 650 pp.
- Sunsets, Twilights, and Evenings Skies, Cambridge University Press, 1983, 163 pp.  (ISBN 978-0521252201)
- Telescope Structures - An Evolutionary Overview, Structural mechanics of optical systems II; Proceedings of the Meeting, Los Angeles, CA, Jan. 13-15, 1987, Society of Photo-Optical Instrumentation Engineers
- Aden  B. Meinel publications

## Distinctions
- Directeur-fondateur et & professeur émérite du Centre de sciences optiques, à l'université de l' Arizona ;
- Conférence technique commémorative SPIE Meinel Commemorative Technical Conference du 22 septembre  2003 ;
- l'astéroïde (4065) Meinel est nommé en son honneur.